# Piercia bamendana
Piercia bamendana är en fjärilsart som beskrevs av Claude Herbulot 1974. Piercia bamendana ingår i släktet Piercia och familjen mätare. Inga underarter finns listade i Catalogue of Life.